# Grøftebjerg
Grøftebjerg er en gammel gård, som første gang nævnes i 1500, i bevarede kildemateriale fra en Jens Mikkelsen i en tingsvidnesag på Vissenbjerg birketing. Grøftebjerg ligger i Vissenbjerg Sogn, Odense Herred, Assens Kommune. Hovedbygningen er opført i 1810.

## Ejere af Grøftebjerg
- (1500-1662) Kronen
- (1662-1706) Jens Lassen
- (1706-1723) Anne Margrethe Jensdatter Lassen / Abel Cathrine Jensdatter Lassen gift Klepping
- (1723-1764) Kronen
- (1764-1777) Christian Harman Dreyer
- (1777-1783) Mathias Winther
- (1783-1786) Mads Pedersen
- (1786-1793) Hans Jørgensen
- (1793-1798) Christian Voigt
- (1798-1799) Rasmus Winther
- (1799-1820) Hans Koefoed
- (1820-1829) Johann Carl Vincentz Oppermann
- (1829) Børdre Møller
- (1829-1851) Hans Henrik Kjærumgaard Hammerich
- (1851) Vilhelmine Hasselriis
- (1851-1853) Henrik Berg
- (1853-1854) Abraham Meyer
- (1854-1857) Frederik Vilhelm Schytte
- (1857-1865) Sigismund Wolff Vest de Mylius
- (1865-1867) Hans Peter Langkilde
- (1867-1874) L. Rasmussen
- (1874-1879) P. Schwensen
- (1879-1890) A. S. E. Hoffgaard
- (1890-1897) Poul Christian Christensen
- (1897-1900) A. S. Bornemann Møller
- (1900-1901) J. Carl Thomsen
- (1901-1903) Christian Pedersen
- (1903-1906) Anders Madsen
- (1906-1916) Lars H. Plougheld
- (1916-1917) C. S. Christensen
- (1917-1921) Erik Steensen
- (1921-1928) Jens Andersen
- (1928-1944) Torben Hansen
- (1944-1946) E. Larsen
- (1946-1947) Christian Rødslet
- (1947-1949) H. Knudsen
- (1949-1970) J. C. Jespersen
- (1970-1996) Holger Laursen
- (1996-) Per Isaksen/Annie Stensbo